# Jacopo Riccati

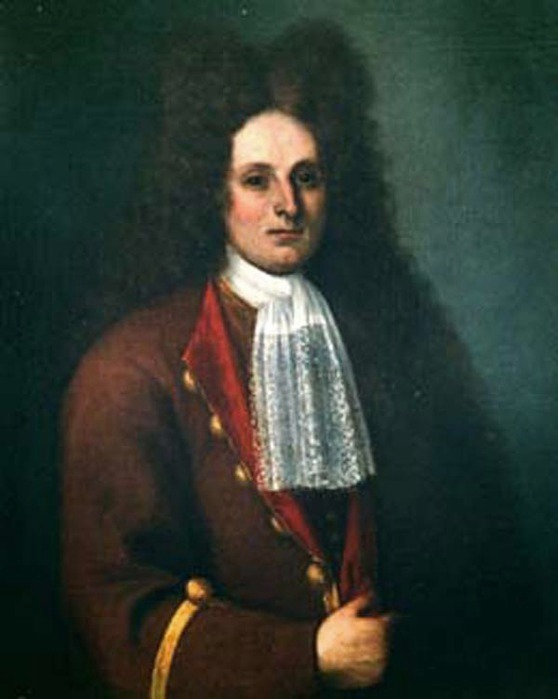
Jacopo Riccati.

Jacopo Francesco Riccati, (Venetië, 28 mei 1676 – Treviso, 15 april 1754) was een Italiaanse wiskundige, die vooral bekend werd door zijn onderzoekingen op het gebied van de differentiaalvergelijkingen en de ontdekking van een niet-lineaire differentiaalvergelijking, die naar hem genoemd wordt en die door hem grondig werd bestudeerd. In een publicatie uit 1724 geeft hij als eerste de oplossingen van deze vergelijking voor een aantal speciale gevallen. 

## Biografie

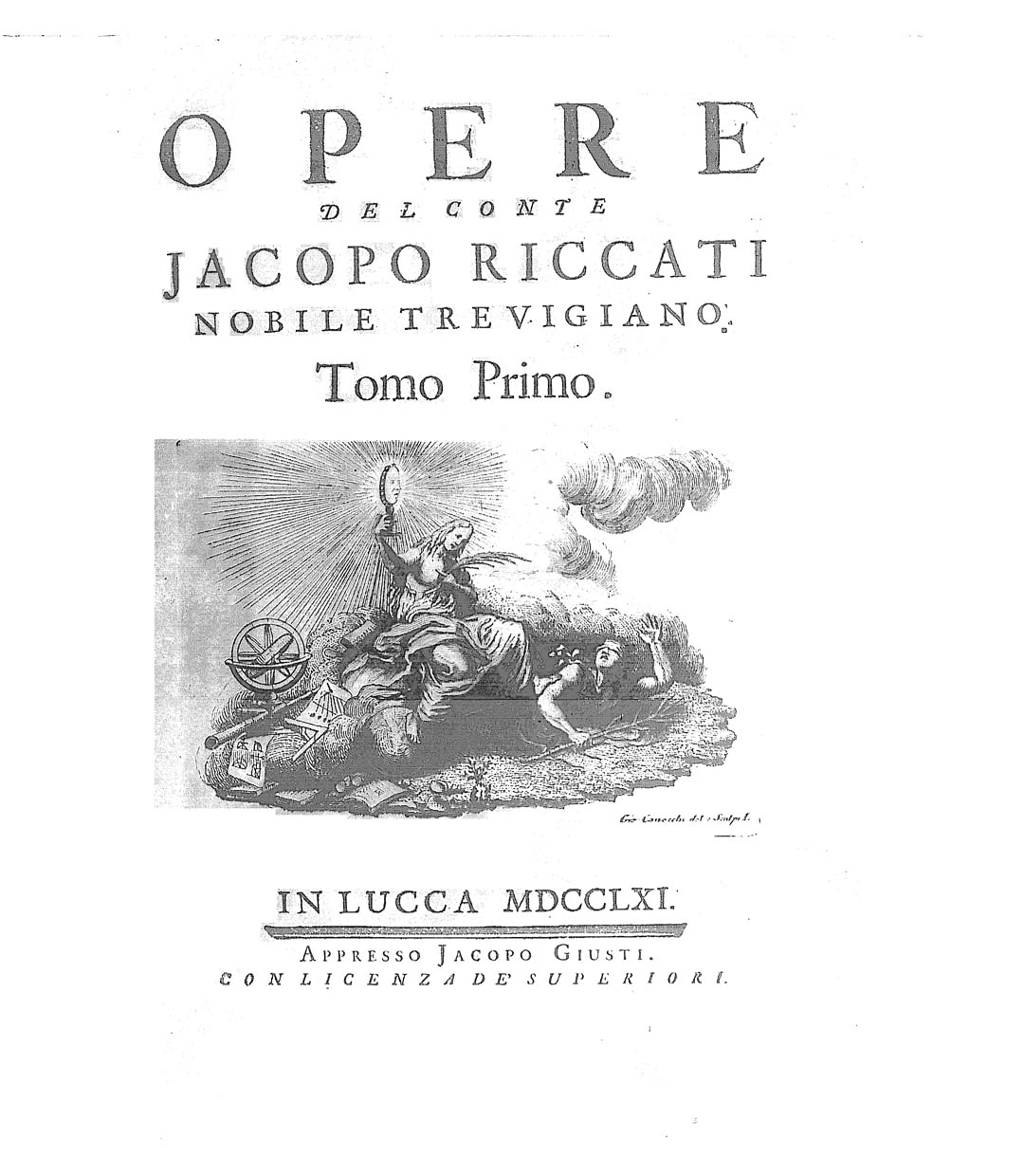
Opere, 1761

De opvoeding van de jonge Riccati, die op tienjarige leeftijd zijn vader verloor, begon in 1687 en werd verzorgd door de Jezuïeten in het college te Brescia.
Niets wees erop dat hij later een wiskundige zou worden, want op het einde van zijn collegejaren begon hij rechten te studeren aan de universiteit van Padua. Uit pure interesse volgde hij echter ook de astronomie-lessen van pater Stefano degli Angeli, een oud-leerling van Bonaventura Cavalieri. Pater Stefano was bekend met en geboeid geraakt door de Philosophiae Naturalis Principia Mathematica van Isaac Newton en droeg rond 1695 zijn kennis over op de jonge Riccati. Dit was waarschijnlijk de aanleiding voor Riccati om over te schakelen van rechten op wetenschap. 
Na zijn studies trouwde hij op 15 oktober 1696 met Elisabetta dei Conti d'Onigo, met wie hij 18 kinderen had, van wie er slechts negen de kindertijd overleefden. Twee daarvan werden later ook beroemd, namelijk Vincenzo (1707 - 1775), bekend als wiskundig natuurkundige en Giordano (1709-1790), een getalenteerd architect en musicus. 
Riccati bracht de meeste tijd van zijn leven door in Castelfranco Veneto, een kleine stad in het prachtige landgebied rond Venetië. Naast de zorg voor zijn familie en zijn uitgebreid landgoed droeg hij in de periode 1698-1729 ook nog als burgemeester de verantwoordelijkheid voor de administratie van de stad. Hij bezat ook nog een huis in nabije stad Treviso waar hij zich na de dood van zijn vrouw (1749) met zijn kinderen terugtrok.

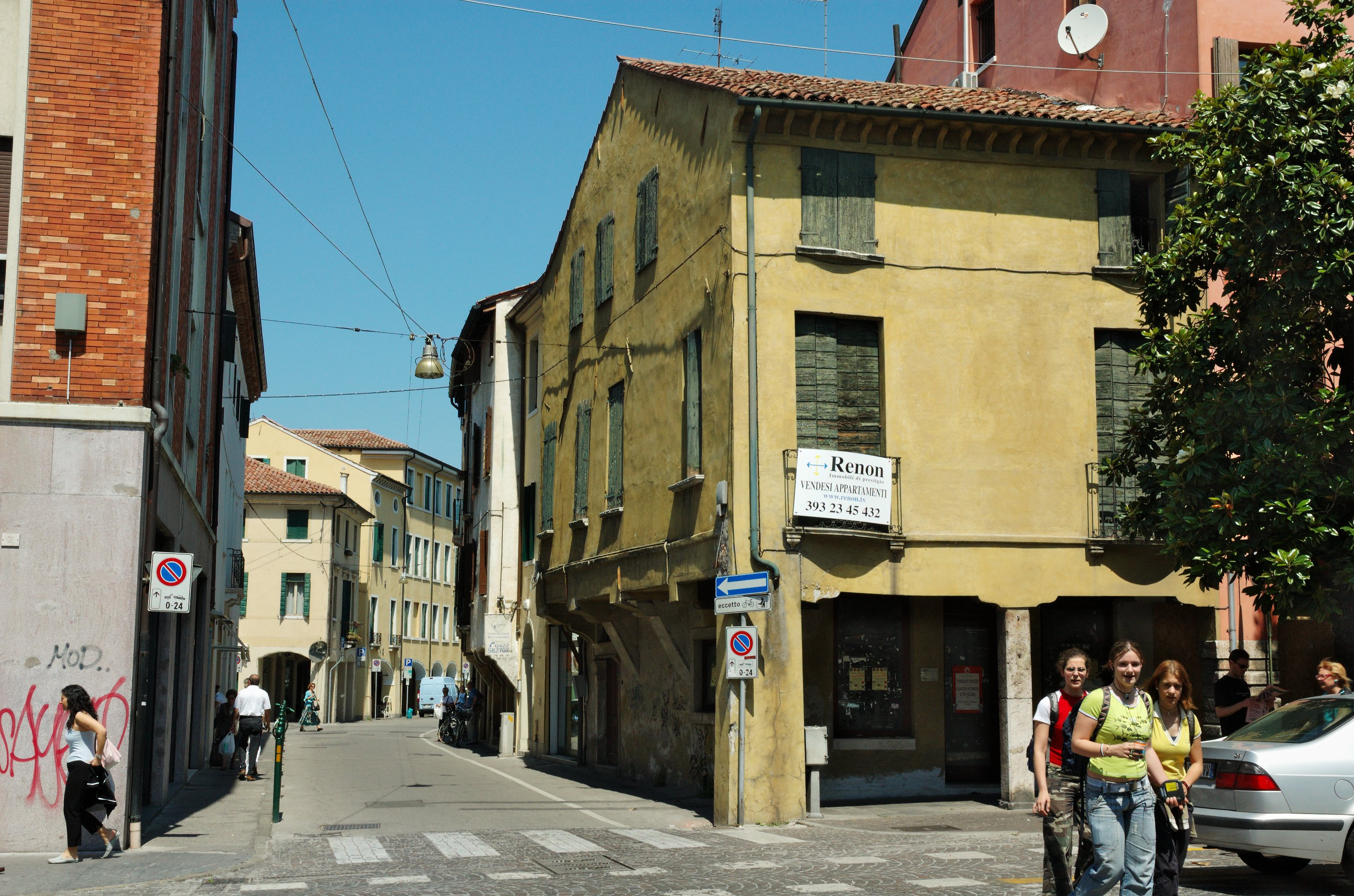
Via Jacopo Riccati bij Il Duomo, Treviso

Niettegenstaande de vele verantwoordelijkheden vond Riccati altijd de tijd om zich bezig te houden met zijn geliefde studies. Hij verzorgde een levendige briefwisseling met vele Italiaanse geleerden zoals Maria Gaetana Agnesi en Gabriele Manfredi maar ook met Europese wiskundigen zoals Jakob Hermann, sommige leden van de beroemde Bernoulli familie en Euler. Door zijn kennis van de hydraulica kon hij de stad Venetië adviseren over de bouw van de dijken rond de kanalen.
Riccati hield van een eenvoudige levensstijl en zijn carrière had er helemaal anders kunnen uitzien als hij was ingegaan op de vele interessante aanbiedingen die hem te beurt vielen. Een van die uitnodigingen kwam van Peter de Grote, die hem voordroeg als president van de nieuw opgerichte Russische Academie van Wetenschappen te Sint-Petersburg. Een andere kwam uit Oostenrijk waar men hem graag als adviseur bij het Hof van Wenen had willen aanstellen. Hij ging zelfs niet in op een aanbieding om de leerstoel voor wiskunde te bekleden aan de universiteit van Padua.

## Riccati en differentiaalvergelijkingen
Op het gebied van de differentiaalrekening heeft Riccati belangrijke bijdragen geleverd. Vooral zijn methoden om de orde van een vergelijking te verlagen en zijn methode van de scheiding der veranderlijken om oplossingen door middel van kwadraturen te verkrijgen zijn belangrijk. Hij beschouwde vele algemene klassen van differentiaalvergelijkingen en vond oplossingsmethoden, die algemeen aanvaard werden. De belangrijkste vondst was echter de oplossing in bepaalde gevallen van de niet-lineaire differentiaalvergelijking van Riccati, waarvan de eerste versie in de Acta Eruditorum van september 1724 te Leipzig verscheen. 
Om een idee te krijgen van de omvang van zijn werk moet men enkel zijn Opere bestuderen, een werk in vier delen, dat door zijn zoon Giordano samengesteld werd en in 1765 in Lucca door G. Rocchi uitgegeven werd.
Riccati's vergelijking werd nadien nog verder bestudeerd door Euler en Joseph Liouville en won in de twintigste eeuw aan belang door haar toepassingen in de variatierekening en functionele optimalisatie (Kalman-filter).